# Was hat uns bloß so ruiniert
Pour plus de détails, voir Fiche technique et Distribution.
Was hat uns bloß so ruiniert est un film autrichien réalisé par Marie Kreutzer, sorti en 2016.

## Synopsis
Trois couples d'amis décident de devenir parents en même temps.

## Fiche technique
- Titre : Was hat uns bloß so ruiniert
- Réalisation : Marie Kreutzer
- Scénario : Marie Kreutzer
- Musique : Florian Blauensteiner
- Photographie : Leena Koppe
- Montage : Ulrike Kofler
- Production : Alexander Glehr et Franz Novotny
- Société de production : Novotny & Novotny Filmproduktion et Witcraft Filmproduktion
- Pays :  Autriche
- Genre : Comédie
- Durée : 96 minutes
- Dates de sortie : 
  - Autriche : 23 septembre 2016

## Distribution
- Vicky Krieps : Stella
- Pia Hierzegger : Ines
- Pheline Roggan : Mignon
- Marcel Mohab : Markus
- Manuel Rubey : Chris
- Andreas Kiendl : Luis
- Livia Teppan : Lola
- Amelie Engstler : Lola bébé
- Marie Strohmaier : Elvis
- Benninger Tao : Elvis bébé
- Amanda Seyfried : Aimée

## Distinctions
Le film a été nommé pour trois Romy.